# Врбова-над-Вагом
Врбова-над-Вагом (словац. Vrbová nad Váhom) — село в окрузі Комарно Нітранського краю Словаччини. Площа села 21,7 км². Станом на 31 грудня 2015 року в селі проживало 546 жителів.

## Історія
Перші згадки про село датуються 1268 роком.

## Географія
Протікають Врбовський канал і Ландорський канал.

## Населення
| Рік:            | 1994. | 2004.   | 2014.   | 2024.   |
| --------------- | ----- | ------- | ------- | ------- |
| Кількість осіб: | 568   | 557     | 538     | 537     |
| Різниця:        |       | -1,93 % | -3,41 % | -0,18 % |

| Рік:            | 2023. | 2024.   |
| --------------- | ----- | ------- |
| Кількість осіб: | 539   | 537     |
| Різниця:        |       | -0,37 % |